# Таро (остров)
Таро (англ. Taro) — небольшой остров, является административным центром провинции Шуазёль меланезийского государства Соломоновы Острова.
На острове расположен аэропорт Шуазёль Бей, с которого осуществляются рейсы авиакомпании Solomon Airlines на Гизо и в Хониару.